# Auricule de l'oreillette gauche
L'auricule de l'oreillette (ou atrium) gauche est le prolongement antéro-latéral de l’atrium gauche du cœur.

## Description
L'auricule de l'oreillette gauche forme une poche en continuité avec le corps de l'atrium gauche qui se projette en avant du tronc pulmonaire. 
Sa paroi interne est recouverte par les muscles pectinés de l'atrium gauche.
Son volume moyen est de 5 ml, avec de fortes variations entre les individus.

### Variations
La présence d'un auricule accessoire, en plus de l'auricule classique, est fréquente, associée à un risque plus important de survenue d'une fibrillation atriale.
Il est très souvent trabéculé et peut comporter plusieurs lobes. Il a la forme d'un manche à air dans près de la moitié des cas. Autrement il peut prendre la forme d'une aile de poulet, d'un cactus ou d'un chou-fleur.

## Embryologie
L'auricule de l'oreillette gauche provint de la partie primitive de l'atrium gauche contrairement à la partie lisse de l'atrium gauche qui provient du sinus veineux embryonnaire.

## Anatomie fonctionnelle
L'auricule de l'oreillette gauche est un lieu de production privilégié de facteur natriurétique auriculaire, dont la sécrétion est favorisée par la distension de cette poche. 
Il pourrait jouer un rôle de réserve de capacitance en cas d'augmentation de la pression intra-atriale, ce qui pourrait expliquer les quelques cas d'insuffisance cardiaque lors de sa fermeture.

## Aspect clinique

### Exploration
Du fait de sa profondeur, il est difficilement visualisé en échocardiographie. 
L'échographie transœsophagienne permet d'en analyser la forme et la taille, de détecter la présence d'un thrombus ou d'une image de « contraste spontanée », de mesurer la vitesse du flux sanguin en son sein.
Le scanner cardiaque permet de dépister les thrombus avec une fiabilité équivalente à celle de l'échographie transœsophagienne. L'IRM cardiaque peut constituer une alternative. 

### Pathologies
C'est le lieu préférentiel de la formation de thrombus lors d'une fibrillation atriale. La taille de l'auricule, de même que certaines formes, sont corrélées avec le risque d'accident embolique, de même qu'un flux sanguin diminué à son niveau. Lorsque le risque d'accident vasculaire cérébral est considéré comme élevé, avec impossibilité de mettre le patient sous un anticoagulant au long cours, une fermeture de l'auricule gauche peut être proposée.
L'auricule peut également intervenir dans la genèse d'une fibrillation atriale, pouvant ainsi constituer une cible d'ablation par radiofréquence. En effet, l'isolement électrique de cette structure diminue le risque de récidive de l'arythmie.